# فرانتس ایمیگ
فرانتس ایمیگ (انگلیسی: Franz Immig; ۱۰ سپتامبر ۱۹۱۸ – ۲۶ دسامبر ۱۹۵۵) بازیکن فوتبال اهل آلمان بود.
از باشگاه‌هایی که در آن بازی کرده‌است می‌توان به باشگاه فوتبال کارلسروهه، باشگاه فوتبال کارلسروهه اف‌وی، و باشگاه فوتبال زاربروکن اشاره کرد.
وی همچنین در تیم‌های ملی فوتبال آلمان و زارلند بازی کرده‌است.